# General Dynamics F-111 Aardvark

General Dynamics F-111 Aardvark je Američki strateški bombarder, izviđač te taktički jurišnik srednjeg dometa dizajniran u 60-ima. USAF je službeno povukao posljednji zrakoplov 1998. a danas jedini aktivni korisnik F-111 je Australija. 
USAF zamijenio svoje F-111 s F-15E Strike Eagleovima te B-1B Lancerima za strateške udare te bombardiranja. 2007. Australija je objavila da će F-111 ostati u službi do 2010. kada će biti zamijenjeni F/A-18F Super Hornetima.

## Razvoj
Počeci F-111 započinju s TFX programom u ranim 60-ima kojemu je cilj bio povezati SADF-ove potrebe za lovcem-bombarderom, te mornaričkom potrebom za dalekometnim obrambenim lovcem koji bi zamijenio F-4 Phantom II i F-8 Crusader. 
Novi zrakoplov je trebao nastaviti tradiciju F-105 Thunderchiefa koji je bio dizajniran da dostavi nuklearno oružje u brzom, niskom te dalekometnom letu. Potreba za lovačkim karakteristikama će biti naknadno nadodana nakon što dođe do susreta s MiGovima u Vijetnamu. 
U lipnju 1960. USAF izdaje specifikacijama za dalekometnim jurišnim zrakoplovom, koji bi bio sposoban u brzom niskom letu probiti Sovjetsku protu-zračnu obranu te dostaviti nuklearno oružje na važne strateške točke. U izdanju se zahtijevalo i za zrakoplovom koji će moći ići brzinom mach 1,2 pri niskom letu te mach 2,5 na velikim visinama, borbeni radijus djelovanja od 1.430 km te dobre osobine na kratkim i nepripremljenim uzletištima.
U međuvremenu, mornarica je od 1957. tražila dalekometnog presretača koji bi branio skupine nosača zrakoplova od nove generacije Sovjetskih bombardera te protu-brodskih raketa. 
Uskoro je stiglo nekoliko prijedloga, no svi su odbijeni. Novi problem mornarici je bio trend razvoja novih lovaca koji su postajali sve veći, a njihovi stari zrakoplovi su bili i ovako jedva sposobni da slete na nosač zrakoplova. Uskoro se počinje razmatrati promjenjiva geometrija krila koja bi omogućila visoke brzine ali i niže brzine pri slijetanju, te će ova opcija naposljetku biti i prihvaćena.

## Povijest korištenja

### SAD
Prvi F-11 su dostavljeni USAF-u 18. srpnja 1967. Nakon ranih testiranja, šest zrakoplova je u travnju 1968. poslano u Vijetnam na borbeno testiranje. Nakon mjesec dana izgubljena su tri zrakoplova i testiranje je obustavljeno, no kasnije se otkrilo da uzrok pada zrakoplova nije bila neprijateljska vatra već greška u dizajnu.
U rujnu 1972. se ponovno aktivirao u Vijetnamu sudjelujući u posljednjim mjesecima operacije Linebacker te kasnije Linebacker II vršeći zračne ofenzive protiv Sjevernog Vijetnama. Kasnije se počela pokazivati korisnost ovog zrakoplova; mogao je ponijeti četiri puta više tereta od F-4 Phantoma II, mogao je djelovati u svim uvjetima te nije bilo potrebe za zračnim tankerima jer je imao velik domet djelovanja. Ukupno je izvršeno 4000 misija s ovim zrakoplovom uz 6 gubitaka.
14. travnja 1986. 18 F-11A su sudjelovali u operaciji El Dorado vršeći zračne udare na Libiju, što kasnije pokazalo kao jedna od najdužih misija u povijesti koja je trajala 13 sati. Tijekom bombardiranja je oboren jedan zrakoplov.
F-111 je sudjelovao i u Pustinjskoj Oluji s velikim uspjehom, te je bio jedini zrakoplov koji je koristio teške probojne bombe GBU-15 i GBU-28. 
F-111 je bio u službi USAF-a od 1967. – 1998. 

## Inačice

### F-111A
F-111 je izvorna proizvodna inačica a pokretala su je dva TF30-P-3 motora s 53 kN potiska pri normalnom radu te 82 kN s "afterburnerom" omogućujući mu maksimalnu brzinu od 2.300 km/h na većoj visini.
"A" inačica je imala i General Electric AN/APQ-113 napadački radar povezna s Texas Instruments AN/APQ-110 radarom za praćenje terena.
Ukupno je proizvedeno 158 ovih zrakoplova, uključujući 17 predprodukcijskih koji su kasnije dovedeni na "A" standard.
Prvi zrakoplovi su dostavljeni 18. srpnja 1967. taktičkim eskadrilama stacioniranim u Novom Meksiku.

### F-111B
F-11B je bio namijenjen kao zrakoplov za obranu pomorske flote, a bi bio sposoban na veliku udaljenost ponijeti teške dalekometne rakete, u slučaju Sovjetskog raketnog napada na nosače zrakoplova. F-111B je mogao ponijeti 6 Phoenix raketa zrak-zrak velikog dometa, no istovremeno nije imao strojnicu ni naoružanje za blisku borbu, te kako General Dynamics nije imao iskustva u izradi mornaričkih zrakoplova, udružio se s Grummanom za razvoj ove inačice.
F-111B je svojevrstan kompromis što se tiče njegovih mogućnosti. Iako je klasificiran i kao mornarički presretač, tu ulogu nikada neće obnašati onako kako bi treba jer je na njegov cijeli razvoj utjecala potreba kopnene vojske za brzim jurišnikom, što će naposljetku stvoriti zrakoplov koji nezadovoljava ni jednu stranu previše.
Tijekom razvoja, B inačica je imala dosta problema s prevelikom težinom te su prototipi bili puno teži od dopuštene granice (24.955 kg), a pokušaji da se redizajnira trup zrakoplova i tako smanji težina su samo pogoršali stvari. Još gora je bila pilotska vidljivost iz kokpita prilikom slijetanja na nosač zrakoplova što je stvaralo još veće probleme.
Do listopada 1967. mornarica se uvjerila da je F-111B projekt propao, te zatvara program 1968. U međuvremenu, proizvedeno je svega 7 zrakoplova, od kojih su se dva srušila.
Nasljeđuje ga F-14 Tomcat.

### F-111C
F-111C je izvozna inačica namijenjena ratnom zrakoplovstvu Australije, kombinirajući avioniku s A i E inačice te snažnije podvozje kakav koristi F-111B. Izvorno su 1963. naručena 24 zrakoplova, no zbog velikog broja tehničkih problema u službu ulaze tek 1973.
Četiri zrakoplova su modificirana na RF-111C izvidnički standard, a nosili su 4 kamere te su zadržali jurišne mogućnosti.

### F-111D
F-111D je unaprijeđen F-111A s novijom Mark II avionikom, snažnijim motorima te redizajniranim kokpitom. Prvi zrakoplovi se naručuju 1963., no kao i prije, problemi su usporili proizvodnju te prvi zrakoplovi u službu ulaze tek 1974. te je naposljetku proizvedeno smao 96 zrakoplova. Novi motori su bili TF30-P-3 koji su razvijali 53 kN potiska pri normalnom redu te 82 kN s afterburnerom.
F-111D je jedan od prvih zrakoplova koji su koristili mikroprocesore, koji su davali velike mogućnosti, no istovremeno su stvarali probleme jer su se često kvarili. Ova inačica se iz USAFa povlači 1992.

### F-111E
F-111E je pojednostavljena D inačica koja je koristila iste usisnike zraka te TF30-P-3 motore, no imala je avioniku iz A inačice.
Prvi let je imala 20. kolovoza 1969. te su proizvedena 94 zrakoplova. Neki od ovih zrakoplova su sudjelovali i u akciji Pustinjska oluja među snagama Velike Britanije, no svi su povučeni u razdoblju od 1993. – 1994.

## Tehničke karakteristike (F-111F)
Osnovne karakteristike
- posada: 2
- dužina: 22,4 m
- raspon krila: 
19,2 m (raširena)
9.75 m (uvučena)
- površina krila: 
61,07 m2 (raširena)
48,77 m2 (uvučena)
- visina: 5,22 m
- aeroprofil: NACA 64-210.68 (korjen krila), NACA 64-209.80 (vrh krila)

Letne karakteristike
- najveća brzina: 2.655 km/h
- motor: 2× Pratt & Whitney TF30-P-100